# Bare, Požarevac
Bare (Баре) este un sat situat în partea de est a Serbiei, în Districtul Braničevo. Aparține administrativ de comuna Požarevac. La recensământul din 2002 localitatea avea 923 locuitori. Nu departe de sat au fost descoperite 32 de podoabe și obiecte de cult, precum și 288 monede de argint, presupuse de arheologi ca fiind din perioada anilor 81 - 87 după Hristos. Este posibil ca ele să fi fost manufacturate în Dacia Romană.